# Hokejski klub Zelina Sveti Ivan Zelina
Hokejski klub Zelina je hokejski klub iz Svetog Ivana Zeline. Klupsko sjedište je na adresi Biškupečka 24. Utemeljen je 1955. godine.

## Klupski uspjesi

### Državna prvenstva
- Hrvatska prvenstva: 2001., 2016., 2019., 2020., 2024., 2025.
- Jugoslavenska prvenstva: 1973.

### Kupovi
- Hrvatski kup
  - pobjednik: 1998., 1999., 2001., 2018., 2019., 2020., 2025.

- Jugoslavenski kup
  - pobjednik: 1973.

## Vanjske poveznice
- http://www.hk-zelina.hr/ Službene stranice